# Skytanthus martianus
Skytanthus martianus là một loài thực vật có hoa trong họ La bố ma. Loài này được (Müll.Arg.) Miers miêu tả khoa học đầu tiên năm 1878.